# (6929) Misto
(6929) Misto (1994 UE) – planetoida z pasa głównego asteroid okrążająca Słońce w ciągu 4,61 lat w średniej odległości 2,77 j.a. Odkryta 31 października 1994 roku.